# Tufão Usagi (2007)
O tufão Usagi (designação internacional: 0705; designação do JTWC: 05W; foi o sexto ciclone tropical, o quarto tufão e o terceiro super tufão da temporada de tufões no Pacífico de 2007. Ao longo de seu caminho, Usagi afetou as Ilhas Marianas e Japão.

## História meteorológica

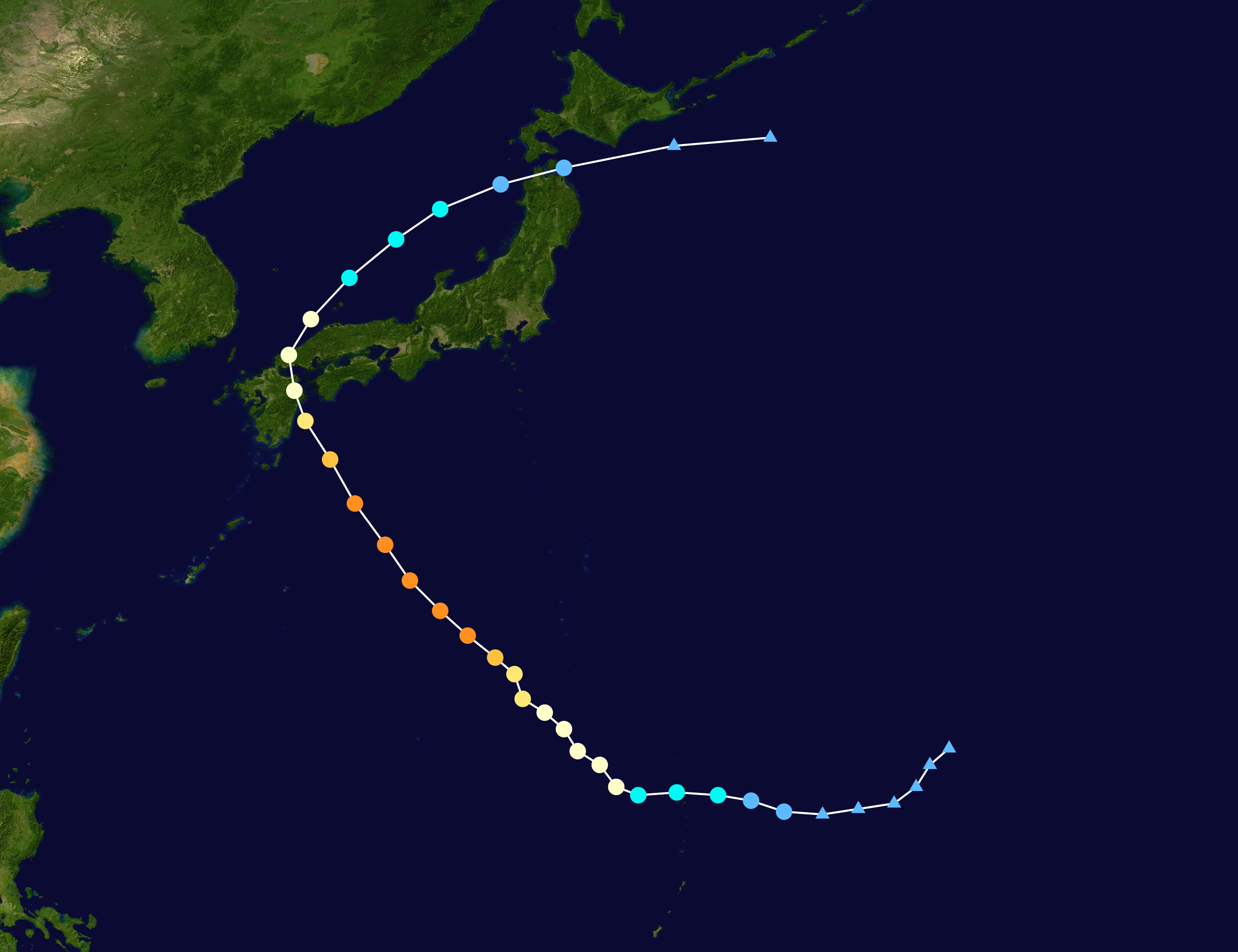
O caminho de Usagi

Em 26 de julho, o Joint Typhoon Warning Center (JTWC) identificou uma perturbação tropical a leste das Ilhas Marianas. Esta área moveu-se para oeste e se organizou. O JTWC emitiu um alerta de formação de ciclone tropical sobre o sistema em 27 de julho. A Agência Meteorológica do Japão (AMJ) classificou o sistema como depressão tropical no final daquele dia. No dia seguinte, a AMJ começou a emitir avisos regulares sobre a depressão e logo depois, o JTWC fez o mesmo, emitindo avisos para a depressão tropical 05W.
O sistema fortaleceu-se rapidamente assim que se aproximava das Ilhas Marianas e o JTWC classificou a depressão tropical como tempestade tropical seis horas depois. A AMJ somente fez o mesmo na madrugada de 29 de julho, designando-o como tempestade tropical Usagi. O nome Usagi foi dado pelo Japão e significa "coelho" em japonês. Usagi passou entre Pagan e Agrihan no final de 29 de julho e começou a se fortalecer rapidamente. O JTWC classificou a tempestade ainda durante aquela noite, baseado em estimativas feitas pela técnica Dvorak, que estimava ventos constantes de 120 km/h. Naquele momento, um olho estava se formando no centro do tufão. O sistema mudou sua direção gradualmente para noroeste e a AMJ classificou Usagi como tempestade tropical severa na madrugada de 30 de julho e posteriormente para um tufão em 31 de julho assim que usagi passou ao sul de Iwo Jima. Usagi movia-se sobre águas mornas, alcançando o seu pico de intensidade em 1º de agosto antes de se enfraquecer devido às águas frias e aos ventos de cisalhamento assim que se aproximava de Kyushu, Japão. Em 2 de agosto, Usagi atingiu o Japão perto de Nobeoka, Miyazaki, enfraquecendo-se rapidamente. Pouco depois, a AMJ classificou Usagi como tempestade tropical severa. O sistema continuou a se enfraquecer rapidamente assim que se movia sobre Honshu e Kyushu e no final daquele dia, AMJ novamente classificou Usagi como tempestade tropical.
No final de 2 de agosto, o JTWC também classificou Usagi como tempestade tropical e emitiu seu último aviso sobre o sistema na madrugada de 3 de agosto assim que ele começou a sofrer transição extratropical. Depois, Usagi passou sobre Honshu, mais especificamente na Província de Aomori antes de se tornar completamente um ciclone extratropical. Pouco depois, a AMJ também parou de emitir avisos sobre o sistema.

## Preparativos
O escritório do Serviço Nacional de Meteorologia dos Estados Unidos em Guam emitiu um aviso de tempestade tropical para a Ilha Pagan e para Agrihan, nas Ilhas Marianas do Norte, pouco depois que o sistema tinha sido classificado como tempestade tropical.
Estes avisos foram cancelados logo após a passagem do sistema. No Japão, os governos municipais recomendaram a população a deixarem suas residências e a procurarem abrigos seguros; milhares seguiram esta recomendação. A AMJ emitiu avisos de ventos e chuvas fortes para as regiões sul e oeste do Japão

## Impactos
A ameaça do tufão causou o cancelamento de 128 voos domésticos. A chuva forte associada a Usagi causou 19 deslizamentos de terra em Kyushu. Cerca de 28.500 pessoas ficaram sem eletricidade e 18 pessoas ficaram feridas após a passagem de Usagi na região. Duas crianças foram arrastadas pela enxurrada formada pelas fortes chuvas de Usagi em Honshu.